# Movimiento Revolucionario Lucio Cabañas
El Movimiento Revolucionario Lucio Cabañas (MRLCB) es un movimiento revolucionario en México apegado a pensamientos anticapitalistas y de izquierda, tomando el nombre del líder estudiantil y guerrillero Lucio Cabañas. Ha tratado buscar alianzas con otros movimientos revolucionarios, mostrándose a favor de elaborar con el EZLN, un proyecto alternativo de nación. El origen del Movimiento Revolucionario Lucio Cabañas es desconocido, pero algunos intuyen que sea también una separación del EPR. Su primer comunicado fue el 27 de noviembre de 2001.